# کیمبرلی رودریگز
کیمبرلی رودریگز (انگلیسی: Kimberly Rodríguez؛ زادهٔ ۲۶ مارس ۱۹۹۹) بازیکن فوتبال اهل مکزیک است.
وی همچنین در تیم‌های ملی فوتبال Mexico women's national under-15 football team, Mexico women's national under-17 football team, Mexico women's national under-20 football team، و زنان مکزیک بازی کرده‌است.